# Blutendes Land
Blutendes Land (griechisch Το χώμα βάφτηκε κόκκινο To chóma váftike kókkino englisch Blood on the Land) ist ein griechischer Film. Das Drama wurde 1966 von Regisseur Vasilis Georgiadis nach einem Drehbuch von Nikos Foskolos verfilmt. Hauptdarsteller waren Nikos Kourkoulos, Manos Katrakis, Angelos Antonopoulos, Giannis Voglis, Fedon Georgitsis, Meri Chronopoulou und Notis Pergialis.
Der Film wurde bei der Oscarverleihung 1966 in der Kategorie Bester internationaler Film nominiert und war mit insgesamt 588.101 verkauften Eintrittskarten ein großer Erfolg. Er nahm inoffiziell an den Filmfestspielen von Cannes teil, während er bei den Filmfestspielen von Karlovy Vary in der Tschechoslowakei den Preis für die beste Musik gewann. Er ist im Stil eines Western gehalten und handelt vom Kampf der unfreien Bauern (Koligoi – Κολίγος) in Thessalien um Freiheit und Grundbesitz gegen die Großgrundbesitzer (Τσιφλίκι – Tsifliki) 1907.
In Thessalien propagiert der Aktivist Marinos Antypas (Notis Pergialis) bei den Koligi 1907, dass sie sich das Land, welches sie für die Großgrundbesitzer bearbeiten, zu eigen zu machen.
Odysseus (Nikos Kourkoulos), der Sohn eines solchen Großgrundbesitzers (Manos Katrakis), weigert sich, die Bauern weiterhin zu unterdrücken. Er selbst, ein Jurastudent, hatte den Bauern bei ihrem ersten gescheiterten Aufstand zur Seite gestanden und 4 Jahre in den Gefängnissen von Nafplio verbracht. Das ist auch der Grund, warum sein Bruder Rigas (Giannis Voglis) ihn abgeschrieben hat, während er das riesige Vermögen der Familie verwaltet.
Der Konflikt zwischen den beiden Brüdern eskaliert, als sie sich in dieselbe Frau verlieben, Irini (Meri Chronopoulou), eine dynamische Kämpferin, die auf der Seite der Bauern kämpft.
120 Komparsen vor Ort wurden für den Film eingesetzt für eine Vergütung von 23 Griechischen Drachmen.
Mimis Plessas komponierte die Filmmusik, unter anderem das Klagelied Aite kai Palikari (Αητέ και Παλικάρι).

## Handlung
Der Film verbindet griechische Landschaft und Kultur mit Elementen des Western-Genres sowie sozialer Propaganda. Er nutzt Zitate, unter anderem aus der biblischen Geschichte des verlorenen Sohnes, und zeigt das komplexe Verhältnis zwischen Brüdern und sozialer Gerechtigkeit in einer von Armut und Ungerechtigkeit geprägten Umgebung.
Die Handlung beginnt in einem Zug, in dem Odysseas als ehemaliger Strafgefangener von der Polizei kontrolliert und zum Verlassen des Zuges gezwungen wird. Auf seinem Heimweg trifft er auf eine Gruppe Heimatloser, die einen Fluss überqueren wollen, jedoch von den Männern seines Bruders Rigas aufgehalten werden. Odysseas hilft den Menschen, den Fluss zu überqueren und kehrt anschließend auf das väterliche Anwesen zurück. Dort wird ein Fest zu seinen Ehren gegeben, was seinen Bruder Rigas erzürnt, der die Ländereien verwaltet und mit Odysseas’ Rückkehr nicht einverstanden ist.
Rigas versucht, die heimatlosen Koligoi zu unterwerfen, indem er ihnen Arbeit unter ausbeuterischen Bedingungen anbietet. Der Lehrer Marinos Antipas widerspricht und wird von Rigas verprügelt. Odysseas stellt sich seinem Bruder entgegen, es kommt jedoch immer wieder zu Konflikten. Die Lage eskaliert, als Rigas versucht, Irini, eine mutige Frau aus der Gruppe der Heimatlosen, zu bedrängen. Odysseas greift erneut ein, und die Spannungen zwischen den Brüdern verschärfen sich.
Die Heimatlosen arbeiten hart, während Giagos, der Bruder von Irini, sich mit Diebstahl und Musik über Wasser hält. Rigas stellt ihn zur Rede und bedroht ihn. Odysseas gerät zunehmend in den Konflikt zwischen den Koligoi und seiner eigenen Familie, während Rigas seine Macht und Gewalt nutzt, um die Menschen zu unterdrücken.
Parallel dazu versteckt sich ein Banditenanführer mit seiner schwangeren Gefährtin vor den Männern von Rigas. Die Frau bringt unter der Hilfe von Irini ihr Kind zur Welt, während Rigas weiterhin versucht, die Lage unter Kontrolle zu halten. Als der Lehrer Antipas auf dem Jahrmarkt eine Rede hält, lässt Rigas einen Mörder anheuern, um ihn zu töten. Antipas wird tatsächlich ermordet, doch Odysseas tötet den Mörder und deckt auf, dass Rigas hinter dem Mord steckt.
Der Konflikt erreicht seinen Höhepunkt, als sich die Brüder zunehmend entfremden. Rigas versucht, Irini zu entführen, was zu einer Verfolgungsjagd führt, die letztlich in einer tödlichen Auseinandersetzung endet. In einem finalen Showdown auf den Meteora-Felsen versucht Odysseas, seinen Bruder zu retten, doch Giagos erschießt Rigas. Im Sterben erschießt Rigas wiederum Giagos.
Am Ende teilt Odysseas das Land seines Vaters mit den Heimatlosen und der Film schließt mit dem Zitat von Eleftherios Venizelos: „Sklaven konnten Sklaven nicht befreien“.

## Rezeption
Der Filmkritiker Stavros Ganotis gab dem Film in einer am 28. Mai 2020 veröffentlichten Rezension zwei von fünf Sternen und erklärte unter anderem: